# فرد جاكسون
فرد جاكسون (بالإنجليزية: Fred Jackson)‏ (و. 1981  م) هو لاعب كرة قدم أمريكية، من الولايات المتحدة، ولد في فورت وورث، تكساس، يلعب كراكض للخلف ‏.

## التعليم
تعلم في Lamar High School (Arlington, Texas) ‏.